# Les Corralets
Les Corralets és una partida del terme municipal de la Torre de Cabdella, dins del seu terme primigeni, al Pallars Jussà.
Està situada al sud-est del pantà de Sallente, molt a prop de la presa, a l'esquerra del Flamisell.